# Jennings (Míchigan)
Jennings es un lugar designado por el censo ubicado en el condado de Missaukee en el estado estadounidense de Míchigan. En el Censo de 2010 tenía una población de 264 habitantes y una densidad poblacional de 134,12 personas por km².

## Geografía
Jennings se encuentra ubicado en las coordenadas 44°19′57″N 85°17′50″O / 44.33250, -85.29722. Según la Oficina del Censo de los Estados Unidos, Jennings tiene una superficie total de 1.97 km², de la cual 1.97 km² corresponden a tierra firme y (0.13%) 0 km² es agua.

## Demografía
Según el censo de 2010, había 264 personas residiendo en Jennings. La densidad de población era de 134,12 hab./km². De los 264 habitantes, Jennings estaba compuesto por el 99.62% blancos, el 0.38% eran afroamericanos, el 0% eran amerindios, el 0% eran asiáticos, el 0% eran isleños del Pacífico, el 0% eran de otras razas y el 0% pertenecían a dos o más razas. Del total de la población el 1.52% eran hispanos o latinos de cualquier raza.